# Carral (kommunhuvudort)
Carral är en kommunhuvudort i Spanien.   Den ligger i provinsen Provincia da Coruña och regionen Galicien, i den nordvästra delen av landet, 500 km nordväst om huvudstaden Madrid. Carral ligger 144 meter över havet och antalet invånare är 5 525.
Terrängen runt Carral är kuperad åt sydväst, men åt nordost är den platt. Runt Carral är det ganska tätbefolkat, med 70 invånare per kvadratkilometer. Närmaste större samhälle är A Coruña, 16,2 km norr om Carral. Omgivningarna runt Carral är en mosaik av jordbruksmark och naturlig växtlighet.